# 2 août 1975
Le samedi 2 août 1975 est le 214e jour de l'année 1975.

## Naissances
- Adam Kolasa, athlète polonais, spécialiste du saut à la perche
- Curtis McCants, joueur de basket-ball américain
- Dimitar Iliev, pilote de rallyes bulgare
- Íngrid Rubio, actrice espagnole
- Isabel Macedo, actrice argentine
- Lovro Kuščević, homme politique croate
- Mariana Loyola, actrice chilienne
- Michelle Thorne, actrice pornographique britannique
- Mineiro, joueur de football brésilien
- Naoki Sakai, footballeur japonais
- Nathaliya Moguilevskaya, chanteuse, actrice et productrice ukrainienne
- Olivier Norek, auteur français de romans policiers
- Rachid Kisri, athlète marocain spécialisé dans le marathon
- Rafael Reyes, chanteur, auteur-compositeur-interprète et musicien américain
- Tamás Molnár, joueur de water-polo hongrois
- Tory Kittles, acteur américain
- Yasuhiro Nagahashi, joueur de football japonais

## Décès
- Henri Paul Jonquières (né le 16 mars 1895), éditeur français
- Hugh S. Fowler (né le 24 juillet 1912), monteur américain
- Jean Yarbrough (né le 22 août 1901), cinéaste américain
- Kurt Freiherr von Liebenstein (né le 28 février 1899), général de division de l'armée allemande
- Muir Mathieson (né le 24 janvier 1911), chef d'orchestre et compositeur britannique
- Roberto Donoso-Barros (né le 5 octobre 1921), herpétologiste chilien

## Événements
- Création de la municipalité de La Corne au Québec